# كارلوس عمر ديلغادو
كارلوس عمر ديلغادو هو لاعب كرة قدم إكوادوري في مركز حراسة المرمى، ولد في 7 فبراير 1950 في إسمرالداس في الإكوادور، وتوفي في 1 ديسمبر 2002. لعب مع نادي إيميلك.

## وصلات خارجية
- كارلوس عمر ديلغادو على موقع ناشيونال فوتبول تيمز (الإنجليزية)